# هانس يانسن
هانس يانسن (بالهولندية: Hans Jansen)‏ هو كاتب وكاتب العمود وسياسي هولندي، ولد في 17 نوفمبر 1942 في أمستردام في هولندا، وتوفي بنفس المكان في 5 مايو 2015 بسبب سكتة. حزبياً، نشط في حزب من أجل الحرية. في انتخابات البرلمان الأوروبي 2014، انتخب عضو في البرلمان الأوروبي عن دائرة هولندا (دائرة انتخابية للبرلمان الأوروبي) لترشحه ضمن قائمة حزب من أجل الحرية، وقد انضم خلال فترته النيابية (1 يوليو 2014 – 5 مايو 2015) للكتلة البرلمانية غير مرتبطين.